# Brevicornu boreale
Brevicornu boreale är en tvåvingeart som först beskrevs av Lundstrom 1914.  Brevicornu boreale ingår i släktet Brevicornu och familjen svampmyggor. Inga underarter finns listade i Catalogue of Life.